# NGC 874
NGC 874 (другие обозначения — ESO 478-18, MCG -4-6-19, PGC 8663) — галактика в созвездии Кит.
Открыта Франком Муллером, который поместил галактику в 2h 13.8m -23 25' (1950) величины 15.5 с предположением, что это возможно двойная звезда.
Этот объект входит в число перечисленных в оригинальной редакции «Нового общего каталога». В Пересмотренном Новом общем каталоге данный объект записан как несуществующий, но в ESO-Uppsala и RC3 он определён как E478-G18 = M-04-06-019 at 02 13 44.5 -23 32 16 (1950), что находится всего на 7' на юг от положения, указанного Муллером. Кроме того, его положение достаточно близко (2.9') к звезде 11-й величины, указанной в каталоге ESO. Поэтому для того, чтобы рассматривать NGC 874 как E478-G18 есть все основания.